# 奥西亚歇尔湖畔特雷芬
奥西亚歇尔湖畔特雷芬是奥地利克恩顿州菲拉赫兰县的一个市镇。总面积71.01平方公里，总人口4371人，人口密度61.6人/平方公里（2011年）。